# Henri van Maasdijk
Henri Catharinus (Bob) van Maasdijk (Breda, 20 december 1904 - Brummen, 20 november 1985) was een Nederlandse bankier, president van de Nederlands-Duitse Kultuurgemeenschap, oprichter van de Landelijke Hypotheekbank N.V., adviseur bij de Nationaal-Socialistische Beweging en was in de laatste maanden van de Tweede Wereldoorlog de waarnemend burgemeester van Den Haag alsook van buurgemeente Rijswijk.  

## Levensloop
Van Maasdijk werd geboren in Breda en was de zoon van bankier Henri Robert van Maasdijk en Henriette Catharina Rueb. Van Maasdijk was een broer van mr. dr. Gerrie van Maasdijk (1906-1997). Het gezin verhuisde begin 1908 naar Den Haag.
Op 6 september 1932 trouwde hij in Amsterdam met Henriëtte Constance (Pop) van Marle (1907-1992) met wie hij twee kinderen kreeg. Van Maasdijk was, net als zijn vader, directeur van de ‘N.V. Nederlandsche Bankinstelling’ in Den Haag. In november 1940 werd Van Maasdijk lid van de ‘Organisatiecommissie voor het Bedrijfsleven’. Deze commissie was in het leven geroepen om het bedrijfsleven te ordenen en het Leidersbeginsel in te voeren. In mei 1943 werd Van Maasdijk door Anton Mussert benoemd tot adviseur bij de Nationaal-Socialistische Beweging.
Op 6 december 1943 richtte Van Maasdijk samen met A.N.B.O.-directeur Dirk Hidde de Vries de ‘Landelijke Hypotheekbank N.V.’ op die het verkrijgen van hypotheken voor het aankopen van geconfisqueerd Joods onroerend goed vergemakkelijkte.
Hij werd op 15 maart 1945 als burgemeester van Den Haag aangesteld door rijkscommissaris Seyss-Inquart. De burgemeester van Den Haag was op dat moment prof.mr. H. Westra, die niet tegen de druk van de laatste oorlogsmaanden bestand bleek. Van Maasdijk werd geacht de voedselvoorziening van Den Haag in goede banen te leiden.

## Arrestatie
Van Maasdijk werd op 7 mei 1945 door de Binnenlandse Strijdkrachten gearresteerd en in 1946 door het Bijzonder Gerechtshof tot twintig jaar gevangenisstraf veroordeeld. Aanvankelijk werd voor Van Maasdijk de doodstraf geëist, later werd de eis 22 jaar gevangenisstraf. Deze straf zou na meerdere gratiebesluiten met enkele jaren worden teruggebracht, waardoor Van Maasdijk in 1956 vrij kwam.

## Na de oorlog
Van Maasdijk was en bleef een groot bewonderaar van Adolf Hitler en een overtuigd antisemiet zoals blijkt uit de brieven die hij na de oorlog vanuit zijn cel aan zijn vrouw met wie hij deze overtuigingen deelde) schreef en waarin fragmenten uit zijn dagboekaantekeningen verwerkt waren. Delen uit de brieven van Van Maasdijk zijn op de site van het Nederlands Instituut voor Oorlogsdocumentatie terug te vinden. In het archief van het NIOD bevindt zich meer informatie over Van Maasdijk: Doc I 1091, H.C. van Maasdijk.
In de jaren zeventig was Van Maasdijk betrokken bij het blad De Wende, dat aan de Nederlandse Volks-Unie gelieerd was.
 Portaal: Fascisme en nationaalsocialisme in Nederland · Fascisme · Nationaalsocialisme
- International Standard Name Identifier: 0000 0003 9017 185X
- Nederlandse Thesaurus van Auteursnamen: 143392379
- Virtual International Authority File: 283749170
- WorldCat: E39PBJj4mB7FmPftDXkXdmHwG3